# Município de Pickaway (condado de Pickaway, Ohio)
O município de Pickaway (em inglês: Pickaway Township) é um município localizado no condado de Pickaway no estado estadounidense de Ohio. No ano de 2010 tinha uma população de 2.041 habitantes e uma densidade populacional de 16,1 pessoas por km².

## Geografia
O município de Pickaway encontra-se localizado nas coordenadas 39° 31′ 19″ N, 82° 54′ 53″ O. Segundo a Departamento do Censo dos Estados Unidos, o município tem uma superfície total de 126.8 km², da qual 126,2 km² correspondem a terra firme e (0,48 %) 0,61 km² é água.

## Demografia
Segundo o censo de 2010, tinha 2.041 habitantes residindo no município de Pickaway. A densidade populacional era de 16,1 hab./km². Dos 2.041 habitantes, o município de Pickaway estava composto pelo 98,29 % brancos, o 0,59 % eram afroamericanos, o 0,1 % eram amerindios, o 0,1 % eram asiáticos, o 0,24 % eram de outras raças e o 0,69 % eram de uma mistura de raças. Do total da população o 0,64 % eram hispanos ou latinos de qualquer raça.